# 白花蛛毛苣苔
白花蛛毛苣苔（学名：Paraboea martinii）为苦苣苔科蛛毛苣苔属下的一个种。

## 扩展阅读
- 維基物種上的相關：白花蛛毛苣苔